# 松山会
松山会（まつやまかい）は、愛媛県に本部を置いていた暴力団。二代目松山会は、2012年11月に解散した。

## 来歴

### 松山連合会
1988年、解散した関西二十日会に変わって、新しく西日本二十日会が結成された。関西二十日会とは違い、特に山口組を仮想敵とするわけではなかった。西日本二十日会の加盟団体は、唐津市の西部連合、下関市の合田一家、広島市の共政会、尾道市の俠道会、笠岡市の浅野組、松山市の松山連合会、岡山市の木下会、徳島市の勝浦会、高松市の親和会、大阪市の波谷組であった。
1989年1月、愛媛県の暴力団・岡本会、兵藤会、石鉄会、伊藤会、大西組が大同団結して、『松山連合会』を結成した。
1990年7月19日午後、松山連合会を絶縁された大西組・大西静人組長が、松山連合会伊藤会組員に射殺された。

### 松山会
1996年10月、二代目松山会・正田悟会長は、五代目山口組直参に昇格した。
2012年11月、二代目松山会は解散した。

## 松山会 歴代
- 初　代 - 岡本雅博[3]
- 二代目 - 正田　悟（五代目山口組若中[要出典]、六代目山口組若中）[2]

## 関連映像作品
- 『実録・四国やくざ戦争 血戦』（2007年、GPミュージアムソフト）全2作
  - 『実録・四国やくざ戦争 血戦 松山抗争勃発編』（2007年8月）
  - 『実録・四国やくざ戦争 血戦 松山抗争終結編』（2007年9月）